# Larousse du XXe siècle
Le Larousse du XXe siècle (abréviation : L20e) est à la fois un ouvrage de référence encyclopédique (comparable à la Brockhaus Enzyklopädie) et un dictionnaire de la langue française. Il a été publié en 6 volumes par les éditions Larousse de 1928 à 1933 (première édition), sous la direction de Paul Augé.

## Historique
Après le Nouveau Larousse illustré (1897-1903) de Claude Augé, qui a établi des normes lexicographiques modernes, son fils Paul Augé a créé, dans l'entre-deux-guerres, l'ouvrage suivant, le Larousse du XXe siècle composé de 235 000 articles et 6500 pages.
Le Larousse du XXe siècle a été publié en 6 volumes de 1928 à 1933. En 1953, un volume de suppléments vint s'y ajouter complétant ainsi les 6 volumes des éditions précédentes datant principalement d'avant 1949. Ensuite, les rééditions à partir de 1950 du Larousse du XXe siècle intègrent directement à l'intérieur de ceux-ci les suppléments (feuilles vertes).
À partir de 1960, le Larousse du XXe siècle a été remplacé par le Grand Larousse encyclopédique en 10 volumes. Les volumes 3 et 4 peuvent être consultés gratuitement sur Internet (via Gallica).

## Volumes
Six volumes sont publiés de 1928 à 1933.
- 1: A – Carl. 1928. 1044 pages
- 2: Carm– D. 1930. 1024 pages
- 3: E – H. 1930. 1120 pages
- 4: I – M. 1931. 1072 pages
- 5: N – Riz. 1932. 1108 pages
- 6: Ro – Z. 1933. 1155 pages
- Supplément. 1953. 464 pages